# Морна

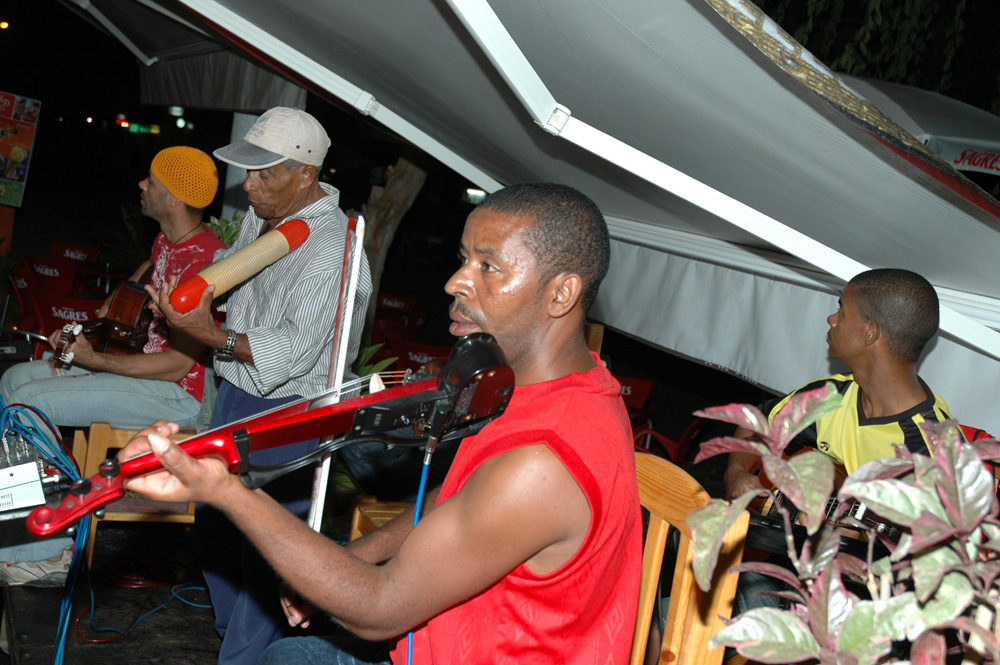
Группа, исполняющая морну

Морна (порт. Morna) — музыкальный стиль Островов Зелёного мыса. По одним данным, возник в начале XIX века на базе «лундум» — музыкального направления, распространённого в Анголе. По другим — на базе модиньи c португало-бразильскими корнями.

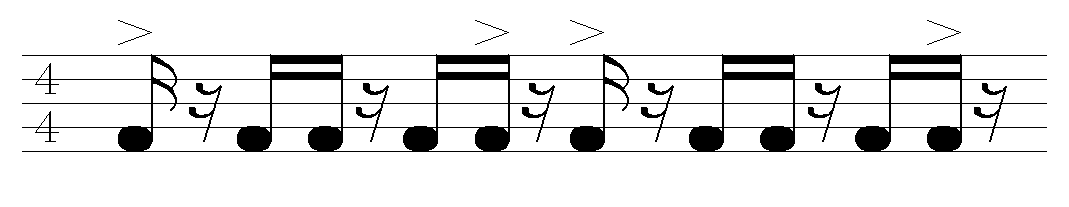
Ритм морна

Первоначально имел бодрый сатирический ритм. В 70-х годах XIX века под влиянием фаду приобрёл минорный оттенок.
Одной из наиболее известных исполнительниц в жанре морна была Сезария Эвора.